# O3D
Open 3D, kurz o3d (vormals O3D) ist eine vom Unternehmen Google angebotene JavaScript-Programmierschnittstelle (API), um anspruchsvolle, interaktive 3D-Applikationen im Webbrowser darzustellen. Die Software wird als freie Software unter der BSD-Lizenz angeboten.
Die API, welche Google als offenen Webstandard etablieren will, befindet sich derzeit auf einem frühen Stand der Entwicklung.

## Technik
Die O3D genannte Schnittstelle wurde als Browser-Plug-in konzipiert, mittlerweile wurde die Entwicklung des Plug-ins eingestellt. Die Schnittstelle wird nun als reine Javascript-Bibliothek weiterentwickelt, die zur 3D-Darstellung WebGL implementiert. Dies mit dem Vorteil, dass in WebGL-fähigen Webbrowsern für die Darstellung des Inhaltes kein Plug-in installiert werden muss. In diesem Zusammenhang wurde die Schnittstelle in o3d umbenannt.

### o3d-JavaScript-Bibliothek
- Projektübersicht bei Google Code zur WebGL-Implementierung von o3d (englisch)

### O3D Plug-in (veraltet)
- Alte Webseite des O3D Plug-in API (englisch)
- Golem-Artikel über die Veröffentlichung
- Information zur Einstellung des O3D-Plug-ins